# Harpalus

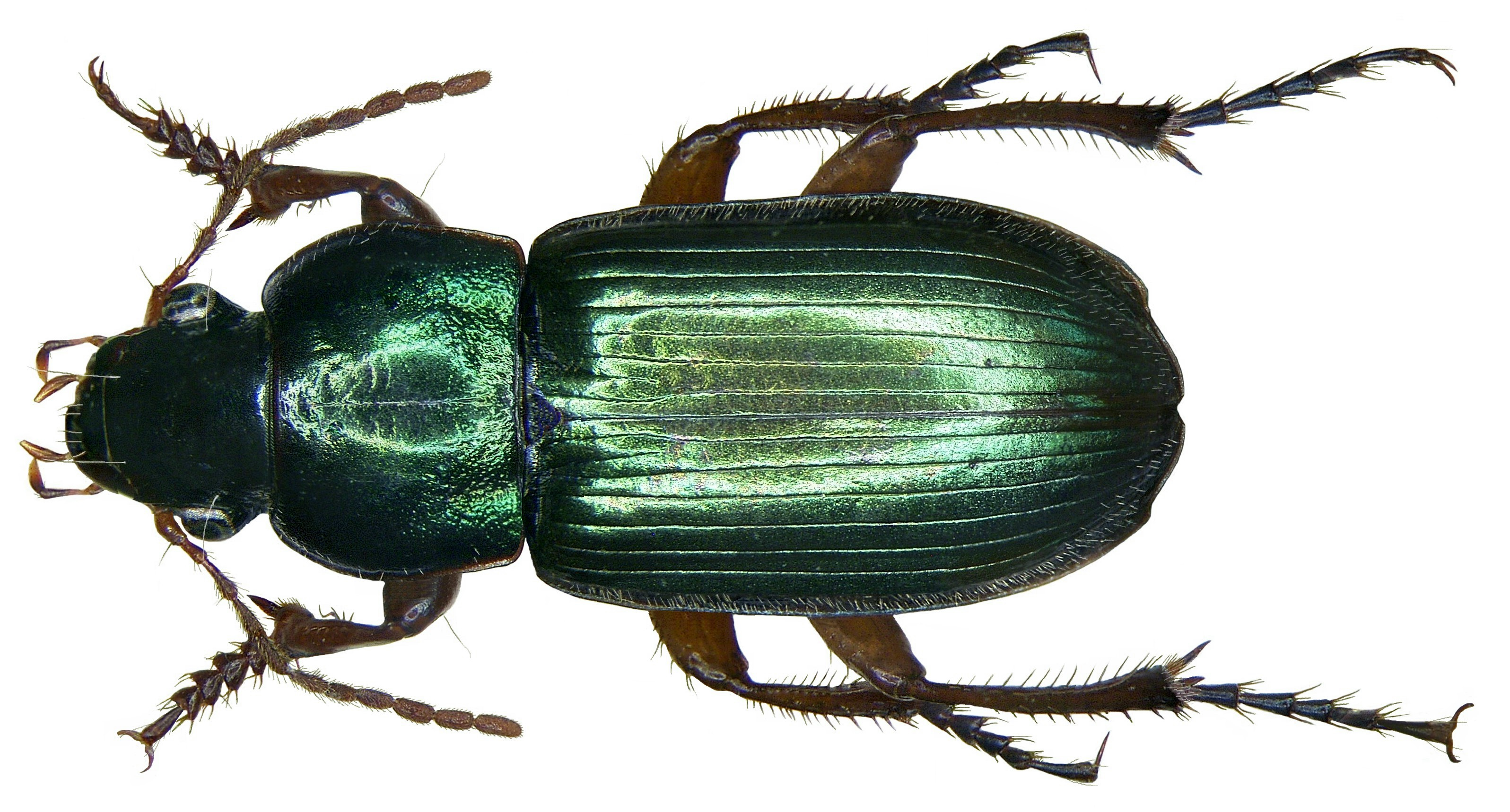
dzier kruszcowy

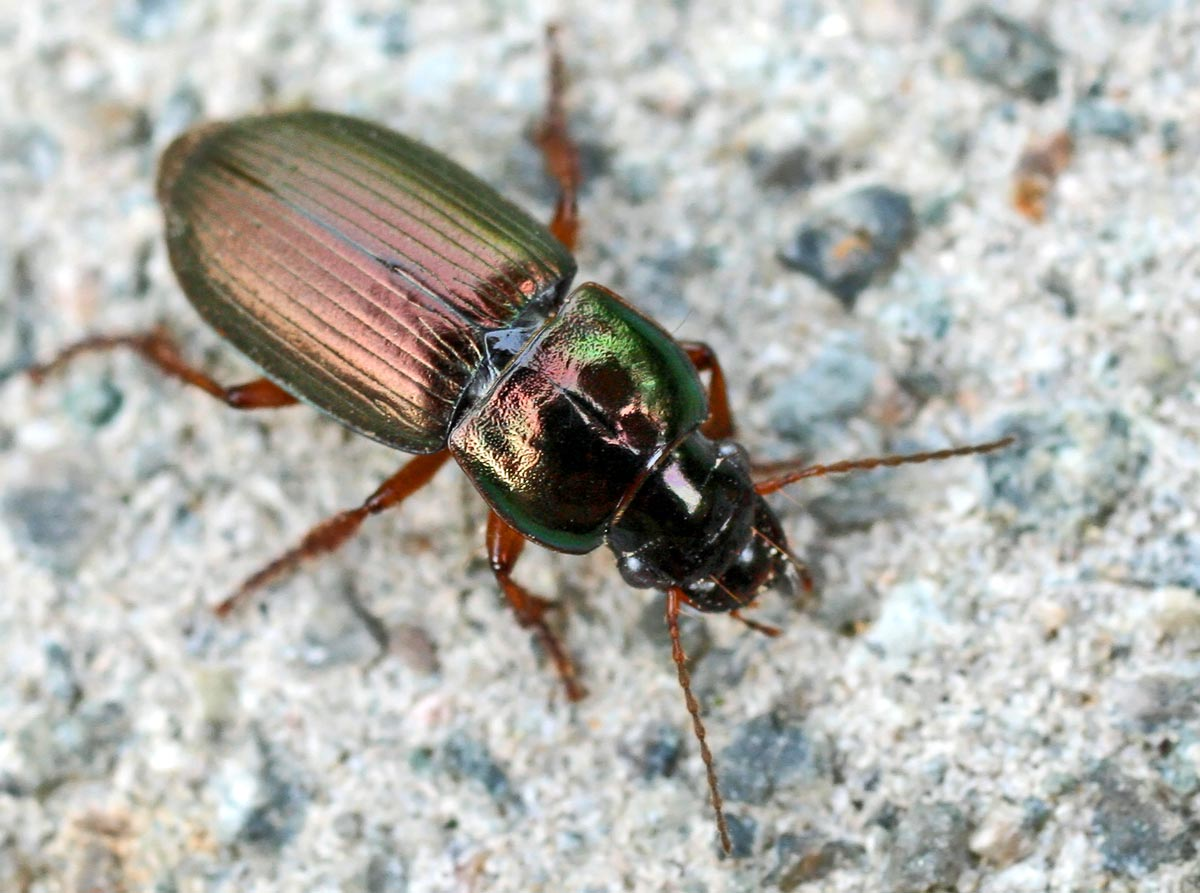
Harpalus rubripes

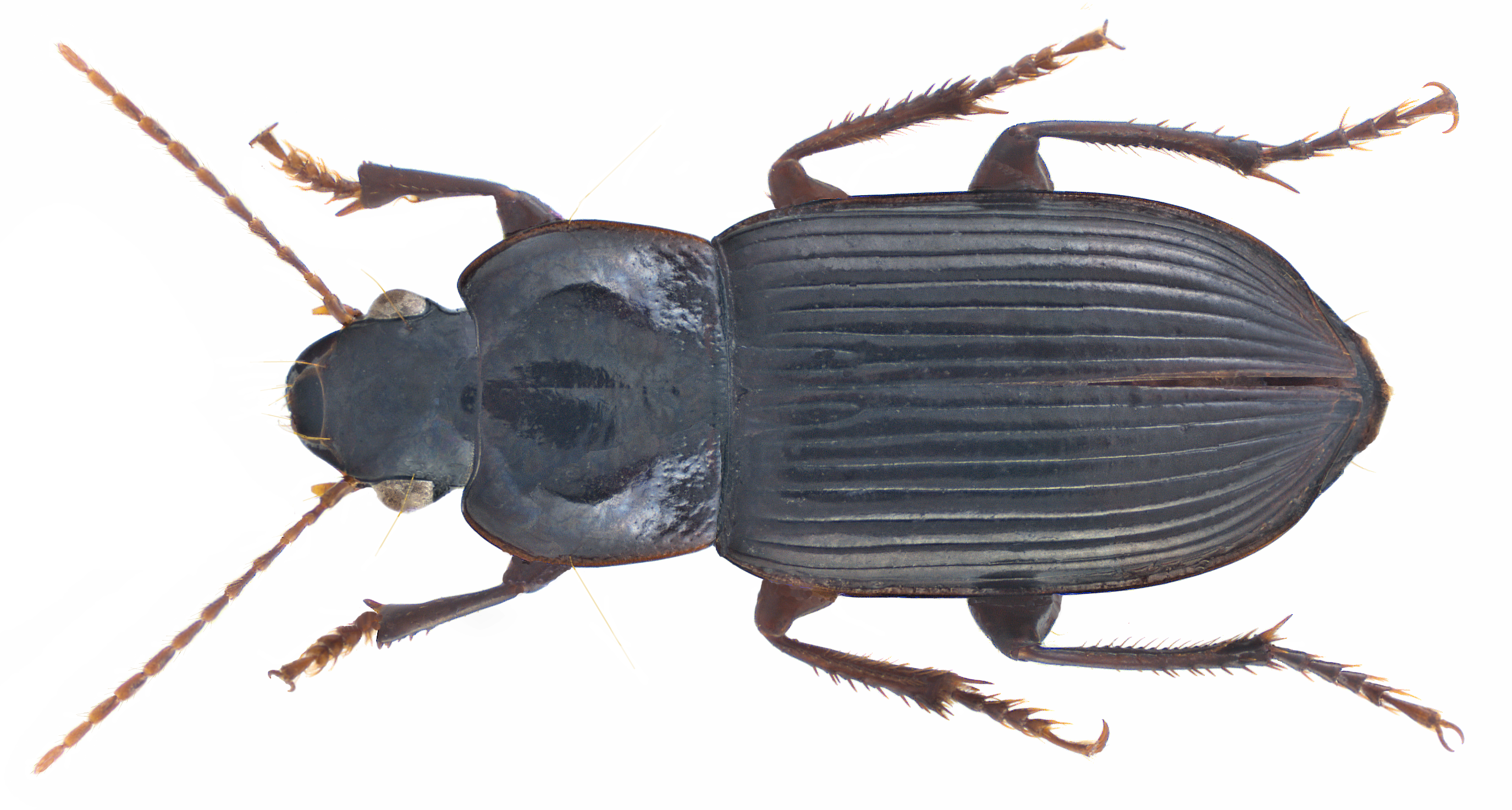
Harpalus tenebrosus

Harpalus – rodzaj chrząszczy z rodziny biegaczowatych, podrodziny Harpalinae i pleminia Harpalini. W języku polskim chrząszcze z tego rodzaju określane są nazwą dzier.

## Morfologia
Większość gatunków to chrząszcze średnich rozmiarów, często metalicznie ubarwione. Jeden szczeciowy punkt nadoczny. Przedplecze o tylnych kątach bez szczecinki. Pokrywy z kompletnym obrzeżeniem krawędzi podstawowej. Policzki bez wyżłobień czułkowych.
Larwy dzierów mają dobrze rozwinięte przyoczka, czteroczłonowe czułki i szew epikranialny na głowie. Ich masywne żuwaczki pozbawione są wcięcia przed retynakulum i często mają 1-2 ząbki w części dystalnej. Żuwka wewnętrzna jest u nich dobrze rozwinięta, a wewnętrzne ramię pieńka ma postać guzka. Wszystkie stopy mają parę pazurków, z których wewnętrzny jest bardzo mały. Przysadki odwłokowe są dłuższe od dziewiątego segmentu odwłoka.

## Biologia i ekologia
Wiele gatunków przyjmuje częściowo lub preferuje pokarm roślinny, co najmniej jako imagines.

## Występowanie
Rodzaj rozprzestrzeniony na całej półkuli północnej. Do fauny europejskiej należy około 100 gatunków. W Polsce występuje 40 gatunków z 4 podrodzajów.

## Taksonomia
Rodzaj opisał w 1802 roku Pierre-André Latreille. Gatunkiem typowym jest Carabus proteus Paykull, 1790 (Carabus affinis Schrank, 1781), czyli obecny Harpalus (Harpalus) affinis.
Do rodzaju tego zalicza się ponad 430 opisanych gatunków. Podzielony jest na 11 podrodzajów:
- Baeticoharpalus Serrano et Lencina, 2008
- Cephalophonus Ganglbauer, 1891
- Cryptophonus Brandmayr et Zetto Brandmayr, 1982
- Glanodes Casey, 1914
- Harpalus sensu stricto
- Loboharpalus Schauberger, 1932
- Opadius Casey, 1914
- Plectralidus Casey, 1914
- Pseudoophonus Motschulsky, 1844
- Semiophonus Schauberger, 1933
- Zangoharpalus Huang, 1998